# Stefan Witek
Stefan Witek (ur. 6 września 1923 w Poznaniu) – pułkownik, oficer aparatu bezpieczeństwa i Milicji Obywatelskiej.

## Życiorys
Syn Antoniego i Józefy. Od 17 września 1945 roku młodszy referent, a od 1 kwietnia 1950 roku referent Referatu IV PUBP we Wrocławiu, 1950–1951 słuchacz Centrum Wyszkolenia Ministerstwa Bezpieczeństwa Publicznego, po czym 8 sierpnia 1951 roku został starszym referentem PUBP w Miliczu, a 15 września 1952 roku zastępcą szefa PUBP w Miliczu. Od 1 listopada 1954 roku szef PUBP w Oławie, od 1 stycznia 1957 roku zastępca komendanta powiatowego MO do spraw bezpieczeństwa w Środzie Śląskiej, od 1 kwietnia 1967 roku I zastępca komendanta powiatowego MO do spraw Służby Bezpieczeństwa w Środzie Śląskiej w stopniu majora, od 1 sierpnia 1968 roku komendant Komendy Miejskiej i Powiatowej MO w Legnicy, od 1 czerwca 1975 roku zastępca Komendanta Wojewódzkiego MO do spraw Służby Milicji w Legnicy, w okresie od 15 kwietnia 1977 roku do 31 grudnia 1980 roku był zastępcą komendanta wojewódzkiego MO do spraw Służby Bezpieczeństwa w Legnicy w stopniu pułkownika.

## Odznaczenia
- Krzyż Kawalerski Orderu Odrodzenia Polski (15 lipca 1969)
- Srebrny Krzyż Zasługi (13 lipca 1959)
- Medal 10-lecia Polski Ludowej (16 lipca 1955)
- Brązowy Medal Za zasługi dla obronności kraju (1 października 1969)
- Medal 30-lecia Polski Ludowej (22 lipca 1974)
- Odznaka „20 lat w Służbie Narodu” (20 maja 1968)
- Odznaka „10 lat w Służbie Narodu” (5 czerwca 1959)